# Magasin du Nord
A/S Th. Wessel & Vett, Magasin du Nord, i daglig tale blot Magasin (udtalt så det rimer på bassin), er en kæde af stormagasiner, der blev stiftet i 1868 i Aarhus og som i dag har forretninger på Kongens Nytorv og i Fields i København samt i Lyngby, Rødovre, Odense, Aarhus og Aalborg. Koncernen beskæftigede i 2009 ca. 1.000 fuldtidsansatte og havde i regnskabsåret 2011/12 en omsætning på 2,2 mia. kr. Magasin er ejet af den tyske detailhandelskoncern Peek & Cloppenburg.

## Historie
Firmaets rødder går tilbage til 1868, hvor Theodor Wessel og Emil Vett åbnede en forretning med hvidevarer i Aarhus under navnet Emil Vett & Co. Forretningen blev hurtigt en succes, og i 1870 kunne firmaet åbne sin første filial i Aalborg. Samme år etablerede man et engrosfirma for hvidevarer på Østergade i København under navnet Th. Wessel & Co.
Forretningen i Aarhus flyttede i 1871 til Immervad, hvor den stadig har til huse. Samme år flyttede den københavnske engrosforretning ind i lejede lokaler på det daværende Hotel du Nord på Kongens Nytorv, der var et af datidens fineste hoteller, og hvor bl.a. H.C. Andersen havde boet i årene 1838-47. Forretningen tog navnet De forenede Hvidevare Forretninger ved Th. Wessel & Co., og samtidig startede man her detailsalg. Tidernes højkonjunktur skabte efterspørgsel på varer, og forretningerne begyndte efterhånden også at forhandle tøj og møbler.
I 1876 flyttede Vett fra Aarhus til København, og firmaet skiftede navn til Th. Wessel & Vett. I 1879 tog selskabets afdelinger i hele landet det fælles navn Magasin du Nord, afledt af navnet på det københavnske hotel. Ude på Ydre Nørrebro grundlagde de to driftige herrer i 1876 et væveri, Vett, Wessel & Fiala, som i 1887 blev videreført som dampvæveri og møbelstoffabrik i nye bygninger i Landskronagade på Ydre Østerbro. Fabrikken var tegnet af Johan Schrøder & Georg Wittrock og siden nedrevet.
Virksomheden lejede mere og mere af hotellet. I 1889 købte den naboejendommen og året efter selve det gamle hotel. I 1893-94 blev det gamle hotel og Hambros gård revet ned, og den nuværende bygning opførtes i fransk nyrenæssancestil ved arkitekterne Henri Glæsel og Albert Jensen. Murermester var Olaus Mynster. På facaden står den dag i dag med guldbogstaver “Hotel du Nord”, men dette er kun for at mindes det gamle hotel – der har ikke været hotel i den nuværende bygning. På grunden lå der i middelalderen et borgtårn kaldet Kringlen, før biskop Absalon rejste sin borg. 
Selskabet åbnede afdelinger landet over som en slags franchise, hvor selvstændige manufakturhandlere fik lov at benytte selskabets navn og sælge dets varer. I 1892 var der 50 filialer, i 1906 var tallet vokset til 98 og på sit højeste var der 138 forretninger landet over. Desuden åbnedes i 1911 varehuset Th. Wessel & Vett i Malmø. I slutningen af 1920'erne og begyndelsen af 1930'erne lukkede en del af filialerne. I 1950'erne skiftede selskabet strategi og satsede fremover på få store forretninger frem for mange små. I dag er der således kun fem afdelinger tilbage, men der har igennem tiderne været omkring 160.
Selskabet blev børsnoteret i 1952. I 1954 fik virksomheden sit nuværende logo med stjernen, og man begyndte at markedsføre sig under det korte navn Magasin.
Afdelingen i Aarhus, hvor det hele startede i 1868, blev efter knap 100 år revet ned, og i 1963-71 opførte man et nyt moderne stormagasin samme sted tegnet af Aage C. Nielsen og Poul Andersen.
I 1991 købte Magasin konkurrenten Illum på Strøget i København, og i 2003 blev 80% heraf solgt til investeringsselskabet Merrill Lynch.
Frem til midten af 1990'erne var selskabet kontrolleret af Emil Vetts efterkommere via Magasin du Nord Fonden, og helt frem til 2004 var Vetts oldebarn, baron Ebbe Wedell-Wedellsborg og dennes søn, baron Ditlev Wedell-Wedellsborg repræsenteret i selskabets bestyrelse.
Efter en årrække med underskud var Magasin i økonomiske vanskeligheder. Ved overtagelsen af Illum havde man også overtaget en stor kredit til Jyske Bank, der løbende var vokset, så banken var blevet den største aktionær med en ejerandel på 40%. De to storaktionærer lagde i 1999 en handlingsplan, der skulle skaffe kontrollen over selskabet tilbage til familien og finde en køber til bankens ejerandel. For at reducere sin gæld begyndte selskabet i 2001 at skille sig af med en række investeringsejendomme, og i 2004 blev de ejendomme, hvor afdelingerne på Kongens Nytorv og i Lyngby havde til huse, solgt til hhv. Jyske Bank og HSH Nordbank for knap 1,5 milliard kroner, og i stedet blev der indgået leasingaftaler med tilbagekøbsret (en såkaldt sale and lease back-aftale).
Familien nåede ikke at genvinde kontrollen, og i november 2004 blev koncernen solgt til et islandsk køberkonsortium, M-Holding, med selskabet Baugur Group i spidsen. I den forbindelse købte Magasin ejendommen på Kongens Nytorv tilbage, og Magasin du Nord Fonden blev som del af handelen medejer heraf. I den forbindelse beskyldte en række småaktionærer, hvis aktier blev tvangsindløst, fonden for at have solgt aktierne til for lav en pris mod til gengæld at blive delejer af ejendommen.
De mindre afdelinger i Aalborg, Kolding og City 2 havde i en årrække kørt med underskud og lukkede i 2005. I 2006 blev ejendommene i Lyngby, Odense og Aarhus samt Illum-ejendommen købt af ejendomsselskabet Atlas Ejendomme (senere fusioneret under navnet Landic Property) for 3 milliarder kroner.
Da indkøbscenteret Field's på Amager åbnede i 2004, åbnede her en afdeling af den britiske stormagasinkæde Debenhams, den hidtil eneste i Danmark. Afdelingen blev drevet som franchise af Baugur Group, der var medejer af Magasin. I 2006 blev forretningen omdannet til en Magasin-afdeling.
I september 2007 blev det offentliggjort, at Magasin lukker Mad & Vin i Aarhus og Odense i april 2008, og at supermarkederne erstattes af Irma-butikker. Supermarkederne i Lyngby og på Kongens Nytorv videreføres. I slutningen af 2009 lancerede Magasin du Nord en onlinebutik.
I februar 2009 gik Baugur Group i betalingsstandsning, og M-Holding blev overtaget af investeringsbanken Straumur. Senere samme år indgik banken et joint venture med den pakistanske storinvestor Alshair Fiyaz under navnet Solstra Holding, der købte ejendommene tilbage fra Landic Property. I november 2009 blev Magasin købt af Debenhams for 101 millioner kroner, mens Solstra beholdt ejerskabet af Illum samt de ejendomme, der huser stormagasinerne. I maj 2010 blev Fiyaz eneejer af Solstra, som i december 2010 i årets største danske ejendomshandel frasolgte Magasin-ejendommene i Lyngby, Odense og Aarhus til ATP og PensionDanmark for anslået 1,5 milliard kroner. Ejendommen på Kongens Nytorv var fortsat ejet af Solstra, indtil januar 2014 hvor den også blev solgt til ATP og PensionDanmark, prisen blev ikke offentliggjort.
I 2013 åbnede Magasin du Nord Fonden det lille Magasin du Nord Museum i Vingårdstræde 6, hvor skiftende udstillinger beretter om stormagasinets lange historie. I samme bygning har Magasin i 2004 genskabt det kvistværelse, hvor H.C. Andersen boede i 1827-28. Adgang hertil sker via tredje sal i stormagasinet.
I november 2016 offentliggjorde Magasin, at man i 2018 ville åbne sit syvende danske stormagasin i Aalborg nærmere bestemt i Friis Shoppingcenter, hvor Magasin i 2005 lukkede og gjorde plads til bycentret. Stormagasinet åbnede den 20. september 2018.
I maj 2021 blev Magasin solgt til den tyske detailkoncern Peek & Cloppenburg.

## Billeder
- Magasin du Nord ved Immervad i Aarhus
- En afdeling i Magasin du Nord omkring år 1900.
- Elevatoren i Magasin du Nord omkring år 1900.
- Indvielse af første rulletrappe i Magasin du Nord, 1952.